# 화분 (EP)
《화분》은 대한민국의 가수 김세정의 첫 번째 미니 음반으로, 타이틀 곡은 〈화분〉이다. 지니뮤직과 스톤뮤직 엔터테인먼트를 통하여 2020년 3월 17일에 발매되었다.

## 개요
- 구구단 멤버 중 처음으로 낸 솔로 음반이자[1] 아이오아이와 구구단으로 활동해 온 세정이 처음으로 발매하는 실물 음반이다. 디지털 싱글 〈터널〉 이후 3개월 만의 발매이다.
- 음반에 실린 곡은 전반적으로 위로와 꿈을 다루고 있다. 〈화분〉은 곁에서 꾸준하게 위로해 주는 사람을 ‘화분’에 비유한 곡으로, 세정이 평소 좋아한 선우정아와의 협업을 원한 끝에 선우정아가 작곡해 주었다.[2] 세정은 위로를 주는 대상으로 반려동물을 떠올리며 이 곡을 불렀다.[3] 〈오늘도 괜찮아〉는 세정 자신이 제일 힘들었을 때 쓴 자전적인 곡이며, 〈오리발〉은 수면 아래에서 발을 끝없이 움직이는 오리처럼 꾸준히 자신의 길을 걷겠다는 이야기를 다루었다.[4] 〈꿈속에서 널〉은 꿈에서 그립던 사람을 만난 순간 꿈이 깰 것 같아, 깨지 않기를 바라는 내용의 곡이다.[5]

## 발매 과정
세정은 2019년부터 자작곡을 써 왔고, 2019년 12월에서 2020년 1월 사이부터 솔로 음반을 본격적으로 준비하였다. 2020년 3월 3일, 음반명 ‘화분’과 컴백 일자가 적힌 티저 사진이 공개되었다. 사진에는 유리구슬을 쥔 손이 클로즈업되어 있다. 이틀 뒤인 3월 5일에는 두 종류의 티저 사진을 공개하였다. 사진에서 세정은 머리를 풀고 긴 청바지를 입은 모습과 머리를 묶고 짧은 청바지를 입은 모습을 하고 있다. 3월 7일에는 다섯 곡이 포함된 트랙 리스트와 함께 음반 커버가 선공개되었다. 커버는 앞서 공개된 티저 사진 중 하나로 제작되었다.
3월 9일, 《화분》 컴백에 대한 티저 영상이 공식 SNS에 게시되었다. 신비로운 분위기의 실내를 담은 영상에는 세정의 허밍이 삽입되었다. 이어 3월 12일에는 전곡의 하이라이트 메들리가, 3월 15일에는 타이틀 곡 〈화분〉의 뮤직 비디오 티저 영상이 공개되었다.

## 수록곡
| #            | 제목              | 작사             | 작곡                                                          | 재생 시간 |
| ------------ | ----------------- | ---------------- | ------------------------------------------------------------- | --------- |
| 1.           | 〈화분〉          | 선우정아, 안신애 | 선우정아 (편곡: 조성태, 선우정아)                             | 3:27      |
| 2.           | 〈오늘은 괜찮아〉 | 김세정           | 세정, PUFF, IveR(Alive Knob) (편곡: IveR(Alive Knob), 정혜선) | 4:05      |
| 3.           | 〈SKYLINE〉       | 세정, Flow Blow  | Flow Blow, 세정 (편곡: Flow Blow)                             | 3:29      |
| 4.           | 〈오리발〉        | 세정             | 세정, Flow Blow (편곡: Flow Blow)                             | 2:38      |
| 5.           | 〈꿈속에서 널〉   | 세정             | 세정, 이창우 (편곡: 세정, 이창우)                             | 4:02      |
| 총 재생 시간 | 총 재생 시간      | 총 재생 시간     | 총 재생 시간                                                  | 17:41     |

## 차트
| 차트 (2020)                 | 최고 순위 |
| --------------------------- | --------- |
| 대한민국 (가온 차트 ‘주간’) | 4         |

## 수상

### 음악 방송
| 프로그램        | 날짜            |
| --------------- | --------------- |
| 더 쇼 (SBS MTV) | 2020년 3월 24일 |